# TATA SFC-407
TATA SFC-407 — индийский среднетоннажный грузовой автомобиль производства Tata Motors. Среднетоннажный грузовик TATA SFC-407 комплектуется 3-литровым двигателем внутреннего сгорания TATA 497 SP Евро-2 мощностью 75 л. с. Ошиновка колёс односкатная, подвески рессорные. Кабина автомобиля полукапотная.

## История
Первый прототип появился в 1986 году. За основу модели был взят Mercedes-Benz T2 508D. Кабина взята от немецкого производителя Hanomag.
На основе TATA SFC-407 был произведён автомобиль повышенной проходимости, поставляемый в индийскую армию и способный перевозить 10-12 солдат. В 1994 году модель получила рестайлинг. В автомобили были добавлены магнитола и USB-розетки.
На шасси TATA SFC-407 также производили автомобили «Аврон». В настоящее время автомобили TATA SFC-407 планируется вытеснить с конвейера автомобилями Tata Ultra.